# Парламентские выборы в Тринидаде и Тобаго (1961)
Парламентские выборы в Тринидаде и Тобаго прошли 4 декабря 1961 года. Количество членов Палаты представителей 1-го парламента Тринидада и Тобаго, заменившего колониальный Законодательный совет было увеличено с 24 до 30. В результате чрезвычайно напряжённой политической борьбы Народное национальное движение вновь получило большинство в 20 из 30 мест парламента, а Эрик Уильямс стал премьер-министром Тринидада и Тобаго. Явка составила 88,1 %. Остальные 10 мест получила Демократическая лейбористская партия, сформированная в 1957 году из Народно-демократической партии, Тринидадской лейбористской партии и Партии политических групп прогресса. Она стала партией Оппозиции.

## Результаты
| Партия                                                          | Голосов | %    | Мест | +/-   |
| --------------------------------------------------------------- | ------- | ---- | ---- | ----- |
| Народное национальное движение                                  | 190 003 | 57,0 | 20   | +7    |
| Демократическая лейбористская партия                            | 138 910 | 41,7 | 10   | +3    |
| Африканский национальный конгресс                               | 1 634   | 0,5  | 0    | новая |
| Партия местного управления граждан и рабочих Британской империи | 1 314   | 0,4  | 0    | -2    |
| Прочие партии                                                   | 1 502   | 0,4  | 0    | -     |
| Недействительных/пустых бюллетеней                              | 149     | -    | -    | -     |
| Всего                                                           | 333 512 | 100  | 30   | +6    |
| Источник: Nohlen                                                |         |      |      |       |